# Eternity Girl
Eternity Girl — ограниченная серия комиксов, которую в 2018 году издавала компания DC Comics.

## Синопсис
Кэролайн Шарп была и супергероем, и супершпионом. Она живёт вечно. Устав от этого, она может всё изменить, когда её старый враг Мадам Атом приходит с предложением: она может дать возможность Кэролайн покончить с собой, но только если последняя уничтожит весь мир.

### Выпуски
| № | Дата выхода    | Оценка на Comic Book Roundup    | Предполагаемый объём продаж (первый месяц) |
| - | -------------- | ------------------------------- | ------------------------------------------ |
| 1 | 14 марта 2018  | 8,7 из 10 на основе 23 рецензий | 16 277, позиция в Северной Америке — 129   |
| 2 | 11 апреля 2018 | 8,8 из 10 на основе 14 рецензий | 8 201, позиция в Северной Америке — 201    |
| 3 | 9 мая 2018     | 8,8 из 10 на основе 11 рецензий | 6 743, позиция в Северной Америке — 245    |
| 4 | 13 июня 2018   | 8,3 из 10 на основе 9 рецензий  | 5 908, позиция в Северной Америке — 243    |
| 5 | 11 июля 2018   | 9,1 из 10 на основе 10 рецензий | 5 516, позиция в Северной Америке — 249    |
| 6 | 8 августа 2018 | 8,8 из 10 на основе 7 рецензий  | 5 326, позиция в Северной Америке — 257    |

### Сборники
| Название      | Тип            | Дата выхода    | Собранный материал | Кол-во страниц | ISBN                       | Предполагаемый объём продаж (первый месяц) |
| ------------- | -------------- | -------------- | ------------------ | -------------- | -------------------------- | ------------------------------------------ |
| Eternity Girl | Мягкая обложка | 28 ноября 2018 | Eternity Girl #1-6 | 160            | 978-1401285203, 1401285201 | 998, позиция в Северной Америке — 65       |

## Отзывы
На сайте Comic Book Roundup серия имеет оценку 8,9 из 10 на основе 74 рецензий. Расс Берлингейм из ComicBook.com, обозреваю дебют, похвалил художников. Джошуа Дэвисон из Bleeding Cool, рецензируя первый выпуск, также был доволен их работой. Джастин Патридж из Newsarama дал дебюту 9 баллов из 10 и, как рецензенты ComicBook.com и Bleeding Cool, отмечал позитивные моменты графической части комикса.